# ストリームビル

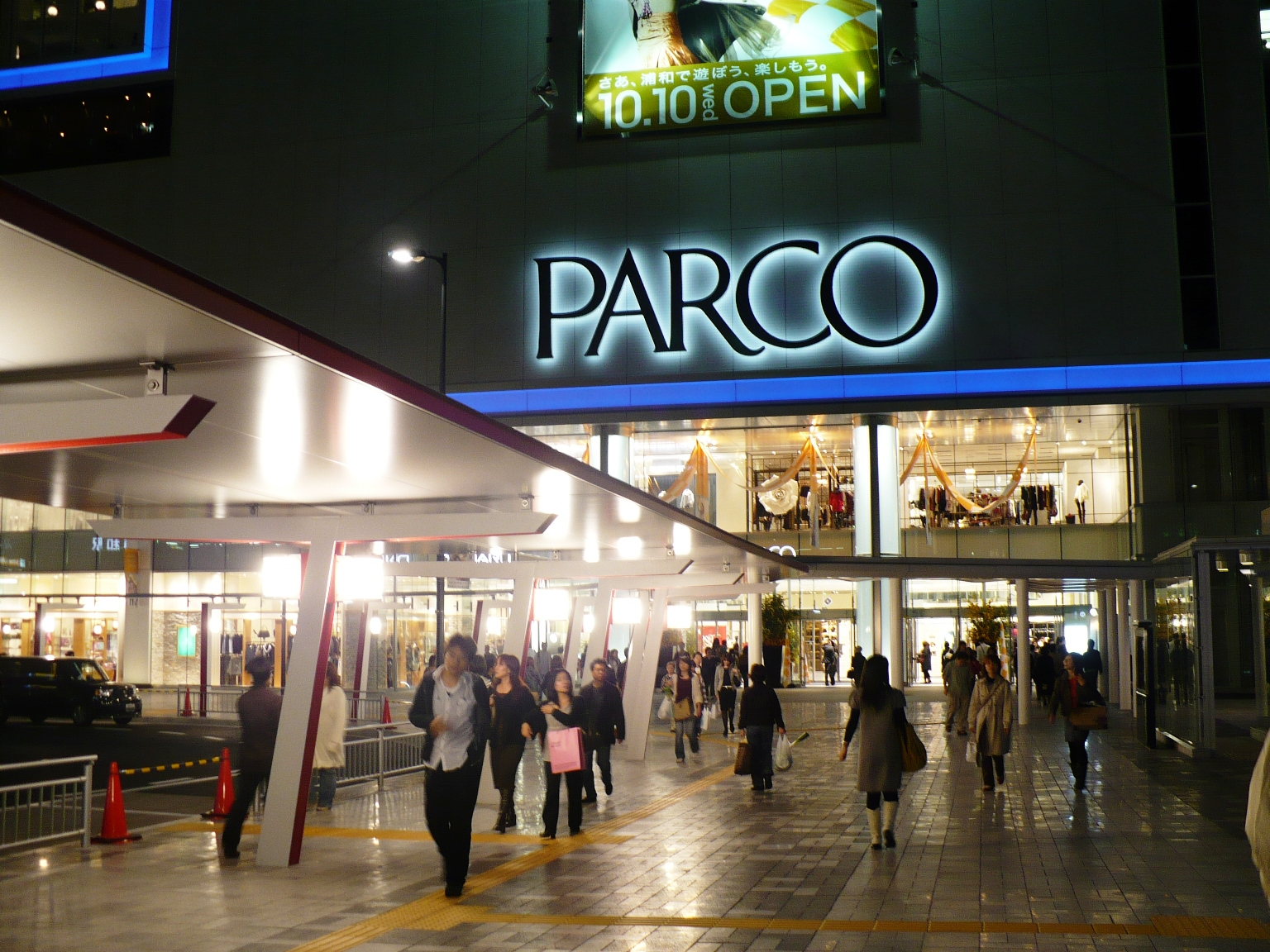
ストリームビルのエントランス

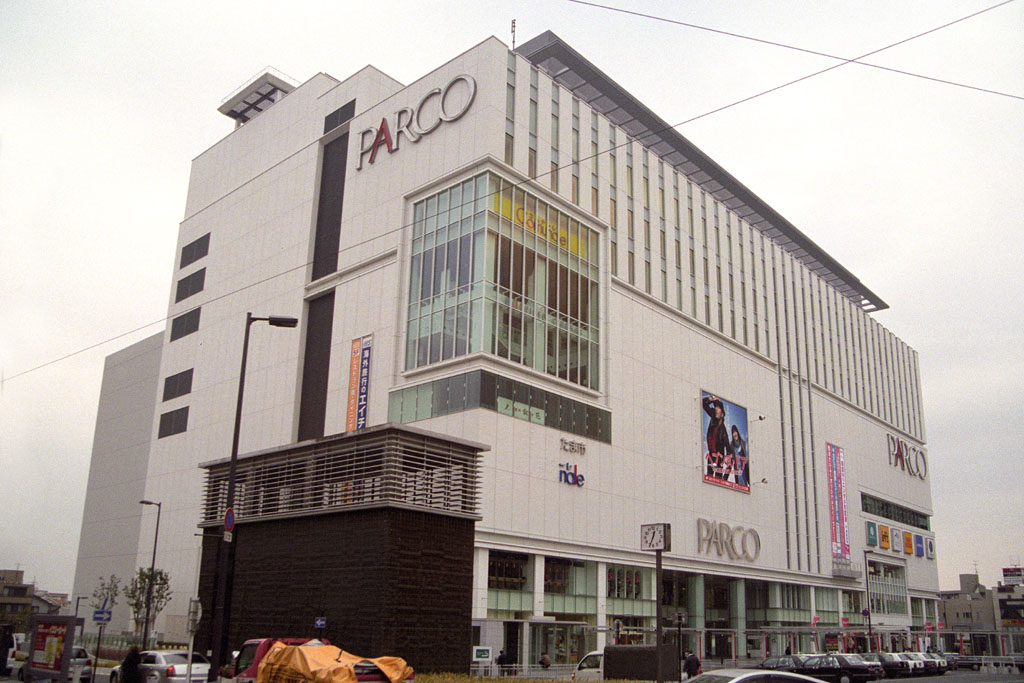
ストリームビル

ストリームビルは、埼玉県さいたま市浦和区の浦和駅東口にある再開発複合施設ビルである。メインテナントとして浦和パルコが入居し、8 - 10階は図書館やコミュニティセンターなどの公共施設が入居している。公共施設部分の愛称はコムナーレ。

## 再開発事業
さいたま市施行の再開発事業である浦和駅東口駅前地区第二種市街地再開発事業に伴い建設された。約2.8haの再開発事業では2015年までに東口駅前広場・ロータリー (6,000㎡) と東口駅前市民広場 (2,300㎡) が整備された。建設費は約593億円。並行して行われた浦和駅高架化事業の予算は約453億円であり、1000億円以上の費用をかけて県都・市の玄関口として整備が行われた。またJR東日本は、駅商業施設として浦和アトレの建設を行った。さらに今後は西口にさいたま市民会館うらわの移転先となる超高層ビルを建設する再開発を行う（浦和駅西口南高砂地区第一種市街地再開発事業）。

## 沿革
- 1994年（平成6年）12月2日 - 浦和市再開発都市計画決定。
- 1999年（平成11年）3月 - 再開発事業計画認可。
- 2005年（平成17年）7月 - 建物着工。
- 2007年（平成19年）9月 - 建物竣工。

## 構造
ビル内には地下1階から7階まで核テナントとして浦和パルコが出店し、さいたま市立中央図書館や浦和コミュニティセンターなどの公共施設も入居している。シネマコンプレックスとしてユナイテッド・シネマ浦和が営業し、食品スーパーとして大丸フードマーケット（正式名称は大丸浦和パルコ店。大丸東京店の分店）が2017年7月31日まで営業し、その後継テナントとしてヤオコー浦和パルコ店が2017年11月22日に開店した。
商業施設のパルコ部分のビルの名称はさいたま浦和8953ビルとなっている。ビル名の「8953」は、現在の所有者である日本リテールファンドの東京証券取引所銘柄コードに由来する。

## 施設名の由来
- 流れる・流勢・近代化する・効率化する等の意味をもつ「ストリーム」から。

## さいたま市立中央図書館
コムナーレ8階にある。市の図書館ネットワークの中枢となっている。

## 浦和コミュニティセンター
コムナーレ10階および9階にあり、400席の多目的ホール（437.70平方メートル）のほか、2つのレクリエーションルーム、15の研修室、6の音楽室、IT研修室を完備する。通称は浦コミ。
岸町にあった「浦和岸町コミュニティセンター」（「浦和市コミュニティセンター」として 1979年開館）を移転して設置した。岸町コミュニティセンターの建物は、併設されていた市立岸町公民館が引き続き使用している。

## さいたま市市民活動サポートセンター
コムナーレ9階にある。略称はサポセン。非営利で公益的な市民の自主的な活動を応援するための施設として以下6つの機能をもつ施設。市民活動の入り口の機能、活動拠点・事務所の機能、交流・ネットワークの機能、情報収集・提供（発信）の機能、相談・コンサルティングの機能、学習の機能。2019年9月2日にセカンドライフ支援センター（愛称・「り・とらいふ」）を開設した。

## 国際交流センター
コムナーレ9階にある。さいたま観光国際協会が運営している市の国際化推進の活動拠点。